# Villebougis
Villebougis település Franciaországban, Yonne megyében. Lakosainak száma 635 fő (2022. január 1.). Villebougis Saint-Sérotin, Fouchères, Brannay, Nailly, Saint-Valérien és Villeroy községekkel határos.

## Népesség
A település népessége az elmúlt években az alábbi módon változott:
| Lakosok száma | 614  | 625  | 652  | 630  | 629  | 627  | 629  | 632  | 635  |
|               | 2013 | 2015 | 2016 | 2017 | 2018 | 2019 | 2020 | 2021 | 2022 |